# Sukowska Wola
Sukowska Wola [pronunciación en polaco: /suˈkɔfska ˈvɔla/] es un pueblo ubicado en el distrito administrativo de Gmina Przytyk, dentro del Condado de Radom, Voivodato de Mazovia, en el este de Polonia central. Se encuentra aproximadamente a 6 kilómetros al noreste de Przytyk, a 18 kilómetros al noroeste de Radom, y a 80 kilómetros al sur de Varsovia.